# Anette Schaumburg
Anette Schaumburg Huitfeldt (1956) è un'ex sciatrice alpina norvegese.

## Biografia
Sciatrice polivalente, la Schaumburg ai Mondiali di Sankt Moritz 1974 si classificò 16ª nella discesa libera, 21ª nello slalom gigante, 24ª nello slalom speciale e 6ª nella combinata; ai Campionati norvegesi vinse la medaglia di bronzo nella discesa libera nel 1974. Non prese parte a rassegne olimpiche e non ottenne piazzamenti di rilievo in Coppa del Mondo.

## Palmarès

### Campionati norvegesi
- 1 medaglia:
  -  1 bronzo (discesa libera nel 1974)[senza fonte]